# 최덕근
최덕근(崔德根, 1951/1952년 11월 2일 ~ 1996년 10월 1일)은 1996년 10월 러시아 프리모르스키 지방 블라디보스토크에서 네오스티그민 브로마이드으로 암살 당한 전 대한민국의 러시아 극동 재외공관의 외교관이다. 최 영사는 국정원 순직자를 나타내는 '이름 없는 별' 기념비에 새겨진 19명(2021년 10월 현재) 중 유일하게 신상이 공개된 인물이다.
최 영사는 당시 미국 100달러 위조지폐의 유통경로를 추적하고 있던 당시 국가안전기획부(현 국가정보원) 소속 대북정보수집요원으로 3급 부이사관에 해당하는 간부였다. 그는 러시아어를 구사하는 자원으로서 우즈베키스탄에서 안기부의 대북정보 활동은 물론 개척단계에 있던 공관의 외교활동 지원에서도 탁월할 역량을 보인 정보기관의 재원이었다. 사건 당일 최 영사는 업무를 마치고 집으로 퇴근하던 길에 자신의 아파트 계단에서 괴한의 습격을 받아 사망하였다. 최 영사의 시신에서는 북한 공작원들이 독침에 사용하는 '네오스티그민 브로마이드' 독극물 성분이 검출됐으며, 심한 두개골 손상과 오른쪽 옆구리 부분을 찔린 것으로 나타났다.
사건 발생 2일 후 주러 북한대사관 윤명진 참사는 "북한은 금번 사건과 무관하다."고 공식 발표하고 러시아 수사관의 북한인 4명의 연행조사를 인권침해라고 항의하며 극동지역 검문검색 완화를 요청했다. 그러나 사건은 여러 정황상 북한의 소행으로 추정되었지만 러시아 정부의 수사는 답보상태였다. 러시아 정부는 사건 이후 4차례(1996년 10월, 11월, 1997년 1월, 2001년 5월)에 걸쳐 중간 수사결과를 발표하였지만 수사에 대한 성과없이 장기화되어 2011년 10월 1일 공소시효가 만료되어 사실상 수사가 중단됐다. 수사 이후 우리 정부의 요청으로 2012년 10월, 러시아 검찰의 수사 재개 결정이 내려져 연해주 검찰청에 사건을 재배당하였지만 현재까지 범인검거가 이루어지지 않은 상황이다.
최 영사의 유해는 1996년 10월 5일 항공편으로 국내로 운구되어 삼성의료원에 분향소가 설치됐다. 당시 안기부장을 비롯하여 국무총리, 통일부총리, 국회의원 등이 조문을 했고, 영결식은 1996년 10월 8일 가족장으로 진행됐다. 최 영사의 유해는 대전 소재 국립현충원에 안장됐고, 그에게 보국훈장 천수장을 추서하면서 안기부의 보국탑에 위패가 봉헌됐다.